# Неврида
Неврида (др.-греч. Νευρίς, дословно Неврская земля, искаженно: Нервида) — исторический регион, упоминаемый древнегреческим историком Геродотом и римскими источниками как территория, населённая племенем невров. 
Согласно его описаниям, Неврида располагалась к северу от Скифии, между реками Гипанис (Южный Буг) и Борисфен (Днепр), а также граничила с землями агафирсов, андрофагов и меланхленов, на северо-востоке от Полесских болот (Геродотова моря). Центральной осью страны могли быть Сож-Днепр. 
Изучая археологию Невриды, ученые подтвердили факт существования на ее территории отдельной культуры в VIII-III вв. до н. э. Название Милоградская она получила от деревни Милоград Речицкого района Гомельской области, где в 1935 г. А. Д. Коваленя обнаружил первые поселения и поселения невров.

## География
Геродот называет её именно землёй (Неврида), а не просто народом, что может указывать на её значительные размеры. Невры, по его словам, имели скифские обычаи, но их главной отличительной чертой были предания об их способности превращаться в волков, что сам историк считал недостоверным, но всё же зафиксировал как распространённое среди соседей невров поверье. 
Важным событием в их истории стало вынужденное переселение «за одно поколение до похода Дария» (примерно середина VI века до н. э.) из-за нашествия змей — реальных или, возможно, символических (например, метафорического обозначения врагов или природной катастрофы). После этого невры переместились на восток, в землю будинов.
На новых территориях, куда переселились невры (условно называемые Рыбаковым «Новой Невридой»), они сразу начали возводить укреплённые поселения. Если на прежних местах обитания преобладали неукреплённые селища, то археологические данные показывают, что памятники милоградской культуры на новых землях появляются исключительно в виде городищ. Количество таких укреплённых поселений было чрезвычайно велико - под городища использовался буквально каждый подходящий мыс. Это археологическое свидетельство настолько точно соответствует сообщению Геродота о вынужденном переселении невров, что трудно представить более убедительное подтверждение античного источника. 

### Границы
Границы Невриды, описанные Геродотом и интерпретированные современными исследователями, представляют собой сложную историко-географическую проблему. 
Западная Неврида локализуется в районе верховий Днестра и Западного Буга, где река Тира (Днестр), согласно Геродоту, берет начало из большого озера на границе Скифии и Невриды, что традиционно связывают с Припятскими болотами или озерными системами Волыни. Этот регион граничил с землями агафирсов в Прикарпатье, что позволяет большинству ученых размещать западные пределы Невриды между Западным Бугом и Случью, охватывая южные районы современной Беларуси и север Украины, хотя Б.Н. Граков расширял эти границы до Днестра и Тясмина, включая всю правобережную лесостепь. Восточные границы Невриды менее определенны, но первоначально, по-видимому, достигали Днепра, о чем свидетельствует рассказ Геродота о переселении невров к будинам в середине VI века до н.э., причем земли будинов находились восточнее Днепра и граничили с савроматами. Спорные моменты в определении границ включают вопрос о функции "большого озера" - было ли оно естественной границей или просто находилось в пограничной зоне, а также различную интерпретацию "змеев", вынудивших невров к миграции - были ли это реальные пресмыкающиеся или метафорическое обозначение вражеского вторжения, возможно, с северных территорий со стороны Припяти. Археологически Западная Неврида соответствует ареалу милоградской культуры в бассейнах Западного Буга и верхнего Днепра, тогда как восточные районы связаны с зоной ее взаимодействия с юхновской культурой, отождествляемой с будинами. Основные разногласия среди исследователей касаются именно восточных пределов Невриды, в то время как западная локализация признается более определенной, хотя и здесь существуют различные точки зрения на степень распространения неврских территорий, особенно в контексте соотношения с землями скифов-пахарей и других соседних племен, описанных Геродотом.

### Проблема локализации будинов
Однако остаётся неразрешённой важная географическая проблема: согласно Геродоту, невры переселились в землю будинов, что означает, что территория будинов должна была находиться где-то вблизи Чернигова, вероятнее всего - восточнее его. Это предположение вступает в противоречие с общепринятой среди исследователей точкой зрения, согласно которой будинов следует локализовать значительно восточнее - далеко за пределами ареала милоградской культуры. О.Н. Мельниковская, хотя и убедительно доказала связь милоградской культуры с неврами, оказалась в затруднительном положении относительно вопроса о будинах. "Мы позволим себе не останавливаться здесь на разборе сложного вопроса о локализации будинов...", сосредоточив внимание лишь на хронологическом соответствии между данными Геродота о времени переселения невров и археологическими датировками милоградской культуры. Такой подход, вызванный сложностью проблемы локализации будинов, фактически игнорирует прямое указание Геродота о том, что невры "поселились среди будинов". Мельниковская предпочла не противоречить устоявшейся в науке традиции, помещающей будинов в междуречье Дона и Волги, от Воронежа до Саратова, несмотря на явное несоответствие этого представления данным античного историка.

### Преемственность
После переселения готов из Скандзы, по Иордану, прошло пять поколений — это совпадает с археологическими данными: вельбарская культура существовала до конца II века, после чего население покинуло Висло-Бугское междуречье. Марк Щукин отмечает, что в мазовских могильниках встречаются только женские захоронения, что может свидетельствовать об уходе лишь мужского населения в поход. Возможно, именно это отражено в предании Иордана о разрушенном мосте, через который смогла пройти лишь часть племени.
Речь, вероятно, идёт не о Висле или Днепре, а о Западном Буге или верховьях Припяти. Более важно — локализация готской области Ойум, название которой означает «водная». Археологи связывают Ойум с древней Невридой — Волынью и южным Припятским Полесьем, бассейнами Стыри и Горыни. Эти названия имеют древнегерманские корни: «осётр» и «наводнение», что указывает на влияние готов на топонимику Западной Украины.
С этой территории вельбарцы начали расселение, но до конца II века, по данным археолога Дениса Козака, их поселения ограничивались Волынью и Подолией. В других регионах — Среднем Поднепровье, Приазовье, Крыму — памятники появляются лишь с середины III века. Это говорит о том, что готы проживали на Волыни и Подолии около 50–70 лет, вытеснив местное население.

## Археология
Археологическим эквивалентом Невриды считается милоградская культура (VII—III вв. до н. э.), чьи памятники распространены от верховьев Збруча и Случи до Припяти и даже за Днепр, включая низовья Десны и Сожа. Эта культура характеризуется укреплёнными городищами, керамикой с текстильными отпечатками и следы миграции с Волыни в Южную Белоруссию в VI веке до н. э., что хорошо согласуется с геродотовским рассказом о переселении невров. Особенно важно, что на новых территориях милоградцы сразу строили городища, что может отражать их вынужденное перемещение и необходимость защиты. 
Аристотель (IV в. до н. э.) упоминает, что у невров быки "имеют рога на плечах". Это описание, несмотря на неточность, может относиться к зубрам, чьи рога при массивной холке и короткой шее могли казаться расположенными ближе к плечам. Поскольку зубры в древности водились в Припятском Полесье, это косвенно указывает на локализацию Невриды.  
Современные исследователи (Ф. Браун, Ю. Готье, Л. Нидерле, Б. Н. Граков, П. Н. Третьяков и др.) связывают невров с милоградской культурой, охватывавшей южные районы Белоруссии и Северной Украины. Некоторые польские учёные (Л. Козловский, Ю. Костшевский) включают в ареал Невриды и западные области, связывая невров с высоцкой культурой (верховья Днестра). Однако узость территории высоцкой культуры и её исчезновение к середине VI в. до н. э. (до геродотовского переселения невров) делают эту гипотезу слабообоснованной.  
Б. Н. Граков и А. И. Тереножкин пытались отождествить невров с лесостепной скифской культурой, но это противоречит данным Геродота, который чётко противопоставлял невров южным соседям. Тереножкин, сужая Невриду до небольшой пограничной зоны между милоградской и скифской культурами, оставляет основную территорию милоградцев без этнической атрибуции, что нелогично.  
Таким образом, утверждает Мельниковская, наиболее убедительной остаётся связь невров с милоградской культурой, чей ареал соответствует геродотовским описаниям, а миграция в VI в. до н. э. подтверждается археологически. Попытки привязать невров к другим культурам либо не находят достаточных доказательств, либо противоречат античным источникам.
В 1981 году Г.М. Залашко сделал открытие близ деревни Хильчицы, в пяти километрах от Турова. На городище невров были найдены фрагменты лепной керамики, более 600 предметов горшков, прялок, серпов, остатки железных изделий, подвески, перстни, шпилька, римская стеклянная бусина. Но самой важной находкой стали 13 бронзовых наконечников стрел скифского производства VII в. до н. э. Такого количества и такого возраста этого оружия на территории Беларуси еще не встречалось. Вероятно, они попали сюда двумя путями: либо в результате обмена, либо как военный трофей невров.
Так, три тысячи лет назад на территории Полесья, в Невриде, на территории так называемого Геродотова моря, невры жили на уровне развитого первобытнообщинного строя. Это было начало железного века, о чем свидетельствуют поселения и серые курганы — немые свидетели наступления новой эпохи, ведь именно с железного века началась современная цивилизация.

## Население
- Вполне возможно, что элита Невриды могла быть кельто-германского происхождения[11], тогда как подавляющее большинство составляли местные народы[11].

### Невры
Невры, населявшие обширную территорию Невриды, представляли собой одно из наиболее значительных племенных объединений в северной части Восточноевропейского региона в скифскую эпоху. Согласно Геродоту, этот народ занимал земли к северу от скифов-пахарей, между течениями Гипаниса (Южного Буга) и Борисфена (Днепра), гранича на западе с агафирсами, а на востоке - с андрофагами и меланхленами. 
Середина VI века до н.э. стала переломным моментом в истории невров - под давлением неясной угрозы, описанной Геродотом как "нашествие змей", значительная часть племени вынуждена была переселиться на восток, в земли будинов, что археологически подтверждается распространением милоградских памятников в междуречье Десны и Сейма. Это переселение, судя по резкому увеличению количества укрепленных поселений, носило вооруженный характер. В то же время западные районы Невриды сохранили свое население, продолжавшее поддерживать связи как с лесными соседями - носителями культуры штрихованной керамики, так и с более отдаленными племенами Центральной Европы. Важную роль в жизни невров играли речные пути, особенно Днепр и его притоки, обеспечивавшие контакты со скифским миром, о чем свидетельствуют находки импортных вещей в милоградских памятниках. Политическая роль невров в регионе подчеркивается сообщением Геродота об их участии в переговорах скифов с северными племенами перед войной с персами.

### Андрофаги
Если отождествлять Невриду с милоградской культурой, то отсутствие невров во втором перечне народов по Борисфену вызывает вопросы. Однако детальное изучение археологической карты О.Н. Мельниковской показывает, что в нижнем течении Припяти и в заболоченном треугольнике между Припятью и Днепром (за исключением узкой прибрежной полосы) полностью отсутствуют не только милоградские, но и какие-либо другие археологические памятники. Эта своеобразная "пустота" внутри Невриды окружена неврскими поселениями на юго-западе и северо-востоке. Обширная пустынная зона припятских болот, упомянутая Геродотом в первом перечне, глубоким клином врезалась в ареал милоградской культуры. Примечательно, что эта заболоченная лесная территория, включая припятско-днепровский клин, остается слабозаселенной и в наши дни. 
Информаторы Геродота могли вполне обоснованно сообщить ему, что к северу от земель правобережных борисфенитов простирается малозаселенная территория, которая, однако, не была абсолютно безлюдной пустыней. К северу от основного ареала милоградской культуры (с ее внутренними пустынными участками) располагались две синхронные геродотовскому времени культуры: днепро-двинская и культура штрихованной керамики. Носители культуры штрихованной керамики занимали территории к северо-западу от припятско-днепровской пустыни, простираясь до бассейнов Немана и Вилии, в то время как днепро-двинская культура охватывала верховья Днепра и Западной Двины. 
Такое географическое распределение культурных ареалов объясняет, почему Геродот, получая информацию о северных землях, мог не упоминать невров во втором перечне - его информаторы, вероятно, описывали именно эти малозаселенные болотистые пространства, которые воспринимались как естественная граница между разными этнокультурными областями. При этом важно отметить, что пустынный характер припятско-днепровского междуречья не был абсолютным - он контрастировал с плотно заселенными землями невров по периферии этой территории, что и нашло отражение в противоречивых, на первый взгляд, сообщениях Геродота.

### Будины
Археологические данные подтверждают, что невры-милоградцы действительно переселились в земли будинов-юхновцев, основав «Новую Невриду». В бассейне реки Снов, к северу от Чернигова, прослеживается смешанная зона милоградско-юхновской культуры, которую можно интерпретировать как область взаимодействия невров и будинов. О.Н. Мельниковская, хотя и не разрабатывала подробно эту тему из-за распространённого в её время представления о крайне восточной локализации будинов (вплоть до междуречья Дона и Волги), всё же зафиксировала важный факт: новые милоградские поселения на восточной периферии ареала (уже в контактной зоне с будинами или непосредственно на их территории) возникали исключительно как укреплённые городища, причём их количество было настолько велико, что под поселения использовался буквально каждый подходящий мыс. Это явно указывает на то, что продвижение невров в земли будинов носило вооружённый характер и сопровождалось необходимостью постоянной обороны.
Юхновская культура, которую правомерно отождествлять с будинами, занимала типично лесные районы бассейнов Десны, Сейма и верхней Оки, причём её юго-восточные и восточные границы чётко совпадали с кромкой лесной зоны. Геродотовское описание будинской земли как покрытой "разнообразными породами леса" полностью соответствует природным условиям юхновского ареала: здесь произрастали дубравы, смешанные лиственно-хвойные леса и обширные массивы сосновых боров (площадью около 12 000 кв. км). Не исключено, что упоминаемое Геродотом странное "поедание сосновых шишек" будинами (§ 109) было просто насмешкой земледельцев-степняков над своими лесными соседями. Богатая лесная фауна этих мест, включавшая бобров и выдр, также полностью соответствует описаниям Геродота. Таким образом, природная среда юхновской культуры идеально совпадает с характеристиками земли будинов, что вместе с археологическими свидетельствами о милоградско-юхновском взаимодействии позволяет уверенно локализовать будинов в этом регионе, а не на далёком востоке, как предполагали некоторые исследователи.

## Торговые и культурные связи
Согласно некоторым современным интерпретациям, прародитель Таргитай был невром, выходцем из Полесья, и привел своих людей на Средний Днепр. От него произошли чернолесские племена, что смело двинулись из лесных чащ на юг и освоили плодородную лесостепь Восточной Европы. Вскоре там возникли сколотские "царства”. Одновременно с продвижением в полуденные страны другая часть племен продолжала расселяться на закат солнца от Полесья. И в конце концов достигла Янтарного берега.
Племена милоградской культуры занимали стратегически важную территорию на стыке лесной и лесостепной зон, что обеспечивало им выгодные связи как с северными (балтийскими) культурами, так и со скифским миром. Их земли находились в контакте с позднелужицкой, высоцкой и поморской культурами на западе, а развитая речная сеть способствовала активному товарообмену. Основные торговые пути проходили по Днепру (судоходному на протяжении сотен километров через милоградские земли) и Южному Бугу, чьи верховья также контролировались этими племенами. Эти водные артерии позволяли осуществлять культурные и торговые контакты с югом, тогда как западные связи поддерживались через Волынь и верховья Припяти, где сходились пути из Южной Польши и Карпатского региона.  
Внутренняя колонизация милоградцев развивалась по направлению к северу - вдоль Сожа и Березины, хотя заболоченные районы Северного Припятского Полесья оставались практически незаселёнными. Культурные и экономические связи внутри милоградского ареала были интенсивными, о чём свидетельствует распространение импортных изделий (включая западные и южные) и использование привозного кремня при отсутствии местных источников.  
Политическая активность милоградских племён отразилась в сообщениях Геродота о переговорах скифов с "царями" невров и будинов перед войной с персами. Укрепление скифского влияния в лесостепи, вероятно, стимулировало миграционные процессы среди милоградского населения, что подтверждается археологическими данными о перемещении части племён на восток.
На рубеже новой эры в Риме жил выдающийся поэт античности Овидий (43 г. до н.э. - 17 г. н.э.). За оппозиционную деятельность император Август сослал его в Причерноморье, где он и умер, вдали от родины. Творчеством поэта и его трагической судьбой на протяжении двух тысячелетий восхищались величайшие писатели разных народов и посвящали свои произведения Овидию. В 1970 году знаменитый белорусский поэт Максим Танк написал поэму «Овидий на Полесье».
Овидий провел в изгнании девять лет. В своих мемуарах того времени он действительно упоминает о дарах сарматов, в том числе о рабыне. Древний поэт упоминает суровые земли к северу от Скифии, далекую землю, напоминающую Невриду.
Известно, что Овидий путешествовал в изгнании и, согласно официальным записям того времени, умер в городе Томи (современная Констанца в Румынии). Вопрос почему Владислав Сыраоомля назвал Давид-Городок местом гибели Овидия, и почему Максим Танк поддержал его мнение, остается загадкой.

## Военное дело
Археологи считают, что невры укрывались от вражеских атак деревянными щитами, обтянутыми разнообразными видами шкур окружающей их лесной дичи, которой было больше в наличии или той, что больше подходила для маскировки. А их торсы закрывали доспехи из выделанной кожи зубра. 
В качестве мощного двуручного оружия, особым спросом пользовалась железная секира, которая применялась не только для ближнего боя, но и в повседневной жизни. Но в виду слабо развитой металлургии, она была в большом дефиците (хотя сообщения об успешном и разрушительном её применении неврами – встречаются). Зато в избытке имелись каменные топоры, деревянные булавы и палицы, медные чеканы, кремниевые копья, дротики, железные и костяные стрелы. 
Враг всегда подвергался внезапному нападению малой группы местных «аборигенов». И уже только после обнаружения врагом самого поселения невров, в ход шли топоры, булавы и секиры. 

### Военные конфликты

#### Неврида в Скифо-Персидской войне
В 512 году до н.э. персидский царь Дарий I вторгся в Скифию, используя набеги скифов на Азию как повод для завоевания Восточной Европы. Скифы попытались объединить племена Причерноморья, созвав первый в истории международный совет.
Цари некоторых народов отказали скифам в помощи, и скифам с несколькими союзниками, пришлось вести длинную изматывающую войну в одиночестве, проводя отступление (с «тактитой выжженой земли») всё дальше и дальше, в том числе и на земли невров. Которые, не ожидая хитрых намерений скифов и, не вступая в бой – бежали в северные пустыни будинов. А преследующие скифов персы  – вскоре и вовсе покинули Невриду.

#### Поход Арианта
Согласно белорусской мифологии, царь скифов Арианта повёл три орды на мирные племена, стремительно захватив земли между Днестром и Прутом. Но, выйдя к истокам Западного Буга и Горыни, его армия столкнулась с непроходимыми лесами Невриды. Сначала скифы не встретили сопротивления, но вскоре начались нападения зверей — медведей, рысей, волков, в одном из убитых «зверей» оказалось человеческое лицо — невр в волчьей шкуре.
Невры вели скрытную партизанскую войну, используя ловушки, волчьи норы с кольями, и даже змей, которых бросали в стан врага. «Волчьи тени» напали на скифов во время привала, уничтожив десятки воинов. Выжившие утверждали, что невры были как бы едины с волками — не снимали шкур, двигались бесшумно и точно.
- Согласно преданию, скифский царь Ариант (Ариана, Арианта), после покорения Урарту, при попытке покорить Невриду был убит стрелой[16][14]. Согласно версии В.М. Горбова, в степь не вернулся ни один воин[17].
- Согласно альтернативной версии, Арианте удалось разграбить несколько крупных поселений утащив местных женщин, стариков и детей в рабство. Он очень надеялся выручить за этих рабов-колдунов на иноземных невольничьих рынках хорошую цену, но а те за время последующего похода стали бесследно исчезать[15].

## В массовой культуре
- Nevrida — белорусская фолк-рок группа получившая название в честь некогда существовавшей на территории нынешней Беларуси могущественной страны невров[18].